# Тревизская марка
Тревизская марка (лат. Marca trevisana, итал. Marca trevigiana o trivigiana) — название, возникшее в XII веке для обозначения территории вокруг города Тревизо.
Никогда не существовала в качестве настоящей марки (т. е. административной единицы Священной Римской империи во главе с маркграфом). Обозначала географический район с неопределенными границами: то восточную часть Веронской марки, то западную часть Фриульской, то территорию вольного города Тревизо (область между реками Брента и Пьяве, к которой добавляли также Одерцо).
Старейшее определение границ Тревизской марки находится в девизе, зафиксированном в 1162: Monti, Musoni, Ponto Dominorque Naoni, что означает: от гор Беллуно до венецианской лагуны и реки Музоне, которая течет на запад около Кастельфранко, к реке Нончелло, которая омывает Порденоне — то есть весь район между озером Гарда и западным Фриулем.
В XII—XIII веках была ареной борьбы между гвельфской семьей да Камино и гибеллинским родом Эццелинов. Роландино из Падуи в 1262 написал Хронику Тревизской марки, рассказывающую историю Эццелинов и их господства в регионе. В XIV веке была завоевана Венецией и стала одним из названий венецианских владений на материке — Террафермы.
В настоящее время выражение Тревизская марка обозначает провинцию Тревизо.